# Vita Styopina
Viktoriya « Vita » Styopina (en ukrainien : Вікторія Стьопіна ; née le 21 février 1976 à Zaporijia) est une athlète ukrainienne, spécialiste du saut en hauteur.

## Biographie
Médaillée de bronze aux Jeux olympiques de 2004, avec une mesure de 2,02 m. Initialement 12e de la finale des Jeux olympiques de Pékin, elle est reclassée 9e le 17 novembre 2016 à la suite des disqualifications pour dopage d'Anna Chicherova, de Yelena Slesarenko et de Vita Palamar.
Championne d'Europe junior 1995 avec 1,91 m.

## Palmarès
| Date | Compétition                         | Lieu        | Résultat | Marque |
| ---- | ----------------------------------- | ----------- | -------- | ------ |
| 1995 | Championnats d'Europe juniors       | Nyiregyhaza | 1re      | 1,91 m |
| 1998 | Championnats d'Europe               | Budapest    | 7e       | 1,92 m |
| 1999 | Championnats du monde               | Séville     | 7e       | 1,96 m |
| 1999 | Jeux mondiaux militaires            | Zagreb      | 2e       | 1,92 m |
| 2004 | Championnats du monde en salle      | Budapest    | 8e       | 1,91 m |
| 2004 | Coupe d'Europe des nations en salle | Leipzig     | 3e       | 1,93 m |
| 2004 | Jeux olympiques                     | Athènes     | 3e       | 2,02 m |
| 2004 | Finale mondiale                     | Monaco      | 2e       | 1,98 m |
| 2005 | Championnats du monde               | Helsinki    | 7e       | 1,93 m |
| 2005 | Finale mondiale                     | Monaco      | 5e       | 1,93 m |
| 2006 | Championnats du monde en salle      | Moscou      | 7e       | 1,96 m |
| 2007 | Jeux mondiaux militaires            | Hyderabad   | 3e       | 1,94 m |
| 2008 | Coupe d'Europe des nations          | Annecy      | 2e       | 1,95 m |
| 2008 | Jeux olympiques                     | Pékin       | 9e       | 1,93 m |
| 2010 | Championnats d'Europe par équipes   | Bergen      | 5e       | 1,89 m |
| 2010 | Championnats d'Europe               | Barcelone   | 6e       | 1,95 m |
| 2011 | Championnats d'Europe par équipes   | Stockholm   | 2e       | 1,89 m |
| 2011 | Championnats du monde               | Daegu       | qual.    | 1,92 m |
| 2012 | Jeux olympiques                     | Londres     | qual.    | 1,80 m |

## Records
| Épreuve         | Épreuve      | Performance | Lieu     | Date           |
| --------------- | ------------ | ----------- | -------- | -------------- |
| Saut en hauteur | En plein air | 2,02 m      | Athènes  | 28 août 2004   |
| Saut en hauteur | En salle     | 1,99 m      | Arnstadt | 4 février 2006 |